# The Sympathizer
The Sympathizer är en amerikansk historisk thriller- och dramaserie som hade svensk premiär på strömningstjänsten HBO Max den 15 april 2024. Första säsongen består av sju avsnitt. Serien är baserad Viet Thanh Nguyens Pulitzerpris-belönade roman Sympatisören.

## Handling
Serien utspelar sig under de sista dagarna av Vietnamkriget, och kretsar kring den hälften franska och hälften vietnamesiska spionen och hans efterföljande exil i USA.

## Roller i urval
- Hoa Xuande - kaptenen
- Fred Nguyen Khan - Bon
- Toan Le - generalen
- Ky Duyen - generalens fru
- Sandra Oh - Ms. Sofia Mori
- Robert Downey Jr. - ett flertal roller
- Duy Nguyễn - Man
- Vy Le - Lana
- Alan Trong - Sonny